# 圣米歇尔德利韦
圣米歇尔德利韦（法語：Saint-Michel-de-Livet，法語發音：[sɛ̃ miʃɛl də livɛ] ⓘ）是法国卡尔瓦多斯省的一个旧市镇，属于利雪区。2016年，圣米歇尔德利韦与临近的21个市镇合并为新市镇利瓦罗派多日。

## 地理
圣米歇尔德利韦（49°1'9"N, 0°8'6"E）面积4.74 平方千米，位于法国诺曼底大区卡爾瓦多斯省，该省份为法国西北部沿海省份，北濒大西洋英吉利海峡，东北与滨海塞纳省以海上边界相接，东临厄尔省，南至奧恩省，西与芒什省接壤。
与圣米歇尔德利韦接壤的市镇（或旧市镇、城区）包括：利瓦罗、勒梅尼勒巴克莱、蒙维耶特、圣玛格丽特-德维耶特、圣马丹-迪梅尼勒乌里、利瓦罗派多日。

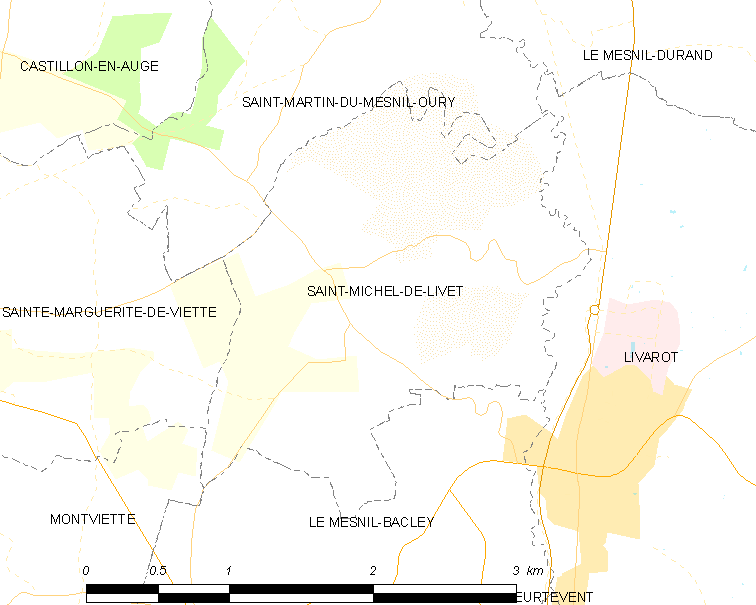
圣米歇尔德利韦的OSM定位图

圣米歇尔德利韦的时区为UTC+01:00、UTC+02:00（夏令时）。

## 行政
圣米歇尔德利韦的邮政编码为14140，INSEE市镇编码为14634。

## 政治
圣米歇尔德利韦所属的省级选区为利瓦罗派多日县。

## 人口

1962-2008年间圣米歇尔德利韦人口变化图示

圣米歇尔德利韦于2018年1月1日时的人口数量为163人。